# ميلان فاسويفيتش
ميلان فاسويفيتش مواليد 27 ديسمبر 1932 في بلغراد، مملكة يوغوسلافيا - الوفاة 24 ديسمبر 1996، كان مدرب كرة سلة صربي ولاعب. حقق المركز الأول في الألعاب الجامعية الصيفية 1987.

## سجل المنافسة
شارك في المنافسات التالية:
- الألعاب الأولمبية الصيفية 1980
- الألعاب الأولمبية الصيفية 1984
- الألعاب الأولمبية الصيفية 1988
- كأس العالم لكرة السلة للسيدات 1983

## الميداليات
| الميدالية | المسابقة                       |
| --------- | ------------------------------ |
| فضية      | الألعاب الأولمبية الصيفية 1988 |
| برونزية   | الألعاب الأولمبية الصيفية 1980 |
| برونزية   | الألعاب الجامعية الصيفية 1983  |
| ذهبية     | الألعاب الجامعية الصيفية 1987  |